# Stazione di Minami-Iwakuni
La stazione di Minami-Iwakuni (南岩国?, Minami-Iwakuni-eki) è una stazione ferroviaria situata nella città di Iwakuni, nella prefettura di Yamaguchi in Giappone. Si trova lungo la linea principale Sanyō della JR West.

## Linee e servizi
JR West
■ Linea principale Sanyō

## Caratteristiche
La stazione è dotata di un marciapiede a isola e uno laterale con tre binari in superficie collegati da sovrappassaggio. La stazione supporta la bigliettazione elettronica ICOCA ed è dotata di biglietteria, aperta dalle 6:50 alle 19:30 (dalle 7:30 il sabato e festivi).
| 1-2 | ■ Linea principale Sanyō | per Iwakuni e Hiroshima |
| 2-3 | ■ Linea principale Sanyō | per Yanai e Tokuyama    |

## Stazioni adiacenti
| «                      | Servizio               | »                      |
| Linea principale Sanyō | Linea principale Sanyō | Linea principale Sanyō |
| ---------------------- | ---------------------- | ---------------------- |
| Iwakuni                | Locale                 | Fujū                   |